# Guido Alberti
Guido Alberti (* 20. April 1909 in Benevento; † 3. August 1996 in Rom) war ein italienischer Industrieller und Schauspieler.

## Leben
Alberti war Mitbesitzer des von seinem Vater Ugo Alberti gegründeten Unternehmens Strega, das Liköre vertreibt. 1947 stiftete er zusammen mit Goffredo und Maria Bellonci den Literaturpreis „Premio Strega“, der jährlich dem besten italienisch schreibenden Autor fiktiver Prosa verliehen wird. 1955 spielte Alberti eine kleine Rolle in Gli innamorati von Mauro Bolognini. Federico Fellini besetzte ihn dann 1963 in Achteinhalb und startete dank seiner beeindruckenden Präsenz somit im Alter von 53 Jahren eine beachtliche Karriere als Charakterdarsteller in zahlreichen Kinofilmen, darunter zahlreiche Kriminalstoffe, aber auch bei Francesco Rosi, Pier Paolo Pasolini und Roman Polański. Auch war er in etlichen Fernsehrollen der 1960er Jahre, wie Ugo Gregorettis Il circolo Pickwick oder Leonardo Corteses Luisa Sanfelice zu sehen.
Alberti war ab 1953 mit der als Astrologin und Journalistin populär gewordenen, deutschstämmigen Lucia Alberti († 1995) verheiratet.

## Filmografie (Auswahl)
- 1963: Achteinhalb (8½)
- 1963: Die Hände über der Stadt (Le mani sulla città)
- 1963: Der Henker (El verdugo)
- 1964: Angélique (Angélique, marquise des anges)
- 1964: Liebe im Zwielicht (La fuga)
- 1964: Die Unmoralischen (Le grain de sable)
- 1965: Casanova ’70
- 1965: Im Reich des Kublai Khan (La fabuleuse aventure de Marco Polo)
- 1965: Mädchen für die Soldaten (Le soldatesse)
- 1968: Ein ´feines` Pärchen (Ruba al prossimo tuo…)
- 1968: Keine Rosen für OSS 117 (Pas de roses pour OSS 117)
- 1970: La Califfa
- 1971: Decameron (Il Decameron)
- 1971: Ein schwarzer Tag für den Widder (Giornata nera per l'ariete)
- 1971: Der zehnte Tag (La Décade prodigieuse)
- 1972: Was? (Che?)
- 1973: Endstation Schafott (Deux hommes dans la ville)
- 1973: Die gnadenlose Hand des Gesetzes (La mano spietata della legge)
- 1973: Tödlicher Haß (Tony Arzenta (Big Guns))
- 1974: Der Berserker (Milano odia: la polizia non può sparare)
- 1974: Die Geigen des Balls (Les Violons du bal)
- 1974: Spasmo (Spasmo)
- 1974: Der Zeuge muß schweigen (Il testimone deve tacere)
- 1975: Flash Solo (Il giustiziere sfida la città)
- 1976: An den Quellen der Mafia (Alle origine della mafia) (Fernseh-Miniserie)
- 1976: Camorra – Ein Bulle räumt auf (Napoli violenta)
- 1976: Der schwarze Korsar (Il corsaro nero)
- 1977: Bobby Deerfield (Bobby Deerfield)
- 1977: Die Gewalt bin ich (Il cinico, linfame, il violento)
- 1980: Das Syndikat des Grauens (Luca il contrabbandiere)
- 1985: Ein wahrer Jünger seines Herrn (Saving Grace)
- 1988: Fürchten und Lieben